# Ronald Lauder
Ronald Steven Lauder (n. 26 februarie 1944, New York City, New York, SUA) este un om de afaceri, activist, miliardar colector de arte și filantrop american, președintele Consiliului Evreiesc Mondial. Acesta este fiul femeii de afaceri Estée Lauder.

## Onoruri
- 2011: Andrew Carnegie Medal of Philanthropy[6]
- 2018: Medalia Andrey Sheptytsky[7]
- 2018: Premiul Harvey acordat în 2019 [8]